# Eduarda Amorim
Eduarda Idalina Amorim Taleska (Blumenau, Santa Catarina; 23 de setembre de 1986), coneguda esportivament com Eduarda Amorim o també amb l'hipocorístic Duda, és una exjugadora d'handbol brasilera que actuava en la posició de lateral esquerre. Té la doble ciutadania hongaresa.
Duda es va convertir en la primera brasilera a conquerir el títol de la Lliga de Campions d'Europa jugant pel Győri d'Hongria, trofeu que aixecaria cinc vegades. Amb la selecció va ser campiona del Mundial de 2013, on va ser escollida la millor jugadora del torneig. També va ser nomenada la millor jugadora del món de 2014 per la Federació Internacional d'Handbol. Des de 2020 treballa en la comissió d'esportistes del Comitè Olímpic Brasiler.

## Carrera esportiva
Malgrat el primer esport que va practicar va ser la gimnàstica rítmica, va acabar per seguir les passes de la seva germana gran, Ana Amorim —qui també va integrar la selecció brasilera d'handbol femení—, i va començar a jugar handbol als 11 anys, a Blumenau. En categories inferiors, va conquerir els títols del Mundial Juvenil a Portugal (2003) i el Campionat Sud-americà Juvenil (2004), i va ser subcampiona en el Pan-Americà Júnior (2004).
En clubs, l'any 2002 va guanyar el campionat paulista júnior amb l'ADC Metodista, de São Bernardo do Campo. Aquella temporada ja va jugar alguns partits amb el primer equip, que va ser assolir el subcampionat de lliga. Tot seguit va acompanyar la germana per a jugar a Macedònia pel Gjorce Petrov Kometal. Allà va conèixer Dean Taleski, que es convertiria en el seu marit. En el Győri ETO KC d'Hongria, que va defensar entre 2009 i 2021, va ser pentacampiona europea. A més, va guanyar la ciutadania hongaresa el 2018. Va ser escollida millor jugadora d'handbol del món en 2014.

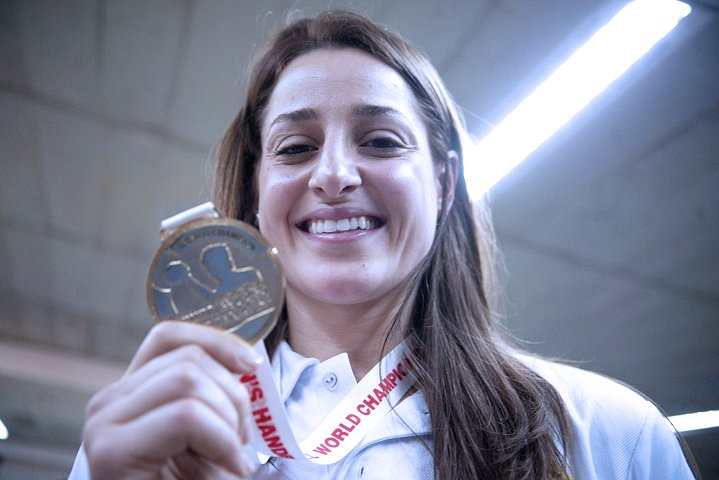
Eduarda Amorim amb la medalla d'or del Mundial de 2013.

Per la selecció brasilera, que va defensar entre 2006 i 2021, Duda va ser campiona mundial l'any 2013, sent guardonada amb l'MVP del torneig. També va ser tricampiona panamericana (2007, 2011 i 2019), i va disputar quatre Jocs Olímpics d'Estiu, començant per Pequín 2008, Londres 2012, Rio 2016 i Tòquio 2020.
Va començar la que seria la seva última temporada professional de 2021-22 en el club rus Rostov-Don, que deixaria el març després de l'eliminació dels equips russos de la Lliga dels Campions a causa de la invasió russa d'Ucraïna. Va fitxar pel club romanès CSM București fins a final de temporada i, el maig de 2022, va anunciar la seva jubilació.
Un cop retirada de l'esport, va completar un màster en gestió esportiva a l'Institut Johann Cruyff. Va ser assistent de la selecció macedònia i treballa amb la comissió d'esportistes del Comitè Olímpic Brasiler. L'any 2023 va donar a la llum a la filla Idalina.

## Palmarès

### Selecció Brasilera
- Campionat Mundial d'Handbol Femení: 2013
- Campionat Panamericà d'Handbol Femení: 2007, 2011, 2015, 2019
- Jocs Pan-Americans: 2007, 2011, 2019

### Clubs

#### Kometal Skopje
- Campionat de Macedònia: 2005, 2006, 2007, 2008.
- Copa de Macedònia: 2005, 2006, 2007, 2008.

#### Győri ETO KC
- Lliga de Campions: 2013, 2014, 2017, 2018, 2019.[14]
- Campionat Hongarès: 2009, 2010, 2011, 2012, 2013, 2014, 2016, 2017, 2018, 2019.
- Copa d'Hongria: 2009, 2010, 2011, 2012, 2013, 2014, 2015, 2016, 2018, 2019, 2021.

#### CSM București
- Copa de Romania: 2022

### Guardons individuals
- 2005 - All-Star Left Back del Campionat Mundial Junior
- 2013 - MVP del Campionat Mundial d'Handbol Femení
- 2014 - All-Star Left Back de la EHF Champions League
- 2014 - Millor jugadora d'handbol del món per la IHF[6]
- 2017 - Millor defensora d'handbol del món[16]

En elecció feta pel web Handball Planet, un dels més importants dedicats al món d'aquest esport, Duda va ser escollida com la millor jugadora i la millor defensora del món de la dècada del 2010.